# Школьное (Крым)
Шко́льное (укр. Шкільне, крымскотат. Şkolnoye, Школьное) — посёлок (сельский населённый пункт) в Крыму. Входит в Симферопольский район Республики Крым России (АР Крым Украины). Статус посёлка и название Школьное утверждён 21 декабря 2000 года.
Образует Школьненское сельское поселение (Школьненский поселковый совет) как единственный населённый пункт в его составе.

## Население
| 2001  | 2014  | 2015  | 2016  | 2017  | 2018  | 2019  |
| ----- | ----- | ----- | ----- | ----- | ----- | ----- |
| 2127  | ↘1958 | ↗1964 | ↗2004 | ↗2021 | ↗2038 | ↗2048 |
| 2020  | 2021  |       |       |       |       |       |
| →2048 | ↘1917 |       |       |       |       |       |

## География

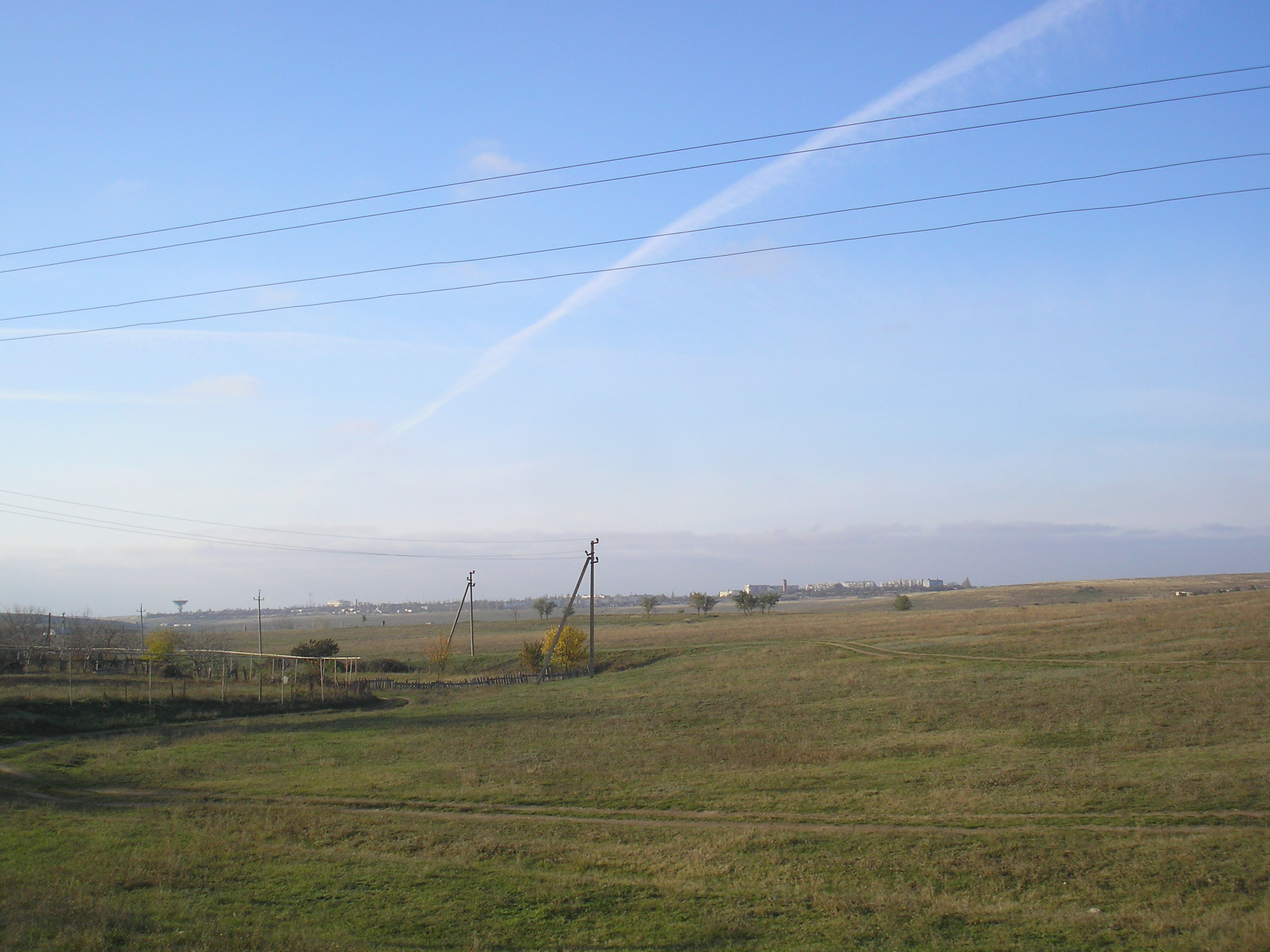
Вид с юга

Посёлок расположен посреди холмистой возвышенности на приблизительной высоте 100 метров над уровнем моря, у балки Джабанак, в непосредственной близости от Евпаторийского шоссе, в 21 километре северо-западнее от районного и республиканского центра — города Симферополя и приблизительно в 35 км от Евпатории. Но если рассмотреть расстояние до границы Симферопольского горсовета, то оно равно всего чуть более 5 километров, именно на таком расстоянии посёлок удалён от Симферопольского международного аэропорта, входящего в территорию Симферополя. Рельеф местности южнее посёлка становится всё более неровным, в то время как к северу он становится более пологим. В балке Джабанак протекает река Тобе-Чокрак.
На территории посёлка находится котельная, муниципальное бюджетное общеобразовательное учреждение
«Кубанская школа», детский сад «Звёздочка», фельдшерский пункт, действует церковь священномученика Владимира, митрополита Киевского и Галицкого. До 1998 года это был гарнизон военно-космических сил СССР, а затем Украины, в котором дислоцировалось несколько воинских частей. В 1998 году гарнизон со всеми воинскими частями был расформирован, на территории части осталась антенна ТНА-400.

## История
Школьное было основано вблизи старинного селения Такил-Джабанак, также называвшемся Джабанак, исчезнувшего к 1942 году и располагавшегося в одноимённой балке.
Годом основания современного посёлка считается 1957, так как в сентябре этого года были размещены первые сборные бараки, офицерские домики и КУНГи с аппаратурой на участке южнее современного поселка, позже севернее был построен комплекс капитальных зданий и сооружений космической инфраструктуры под названием «Наземный измерительный пункт № 10» (НИП-10), одновременно с которым вырос и посёлок городского типа Школьное. Также посёлок имел открытый почтовый адрес «Симферополь-28». Это был гарнизон военно-космических сил СССР, в котором дислоцировалось несколько воинских частей.
НИП-10 был важным звеном в развитии освоения космического пространства на территории СССР. Уже 4 октября 1957 года именно отсюда личным составом в/ч 14109 был проведён первый сеанс космической связи с первым в мире искусственным спутником Земли.
Полёты всех советских космических аппаратов, запускаемых в военных целях, управлялись из Школьного.
Здесь находились интерферометрические установки по перехвату сигналов с американских ИСЗ и определению параметров их орбит, в том числе станция «Висла».

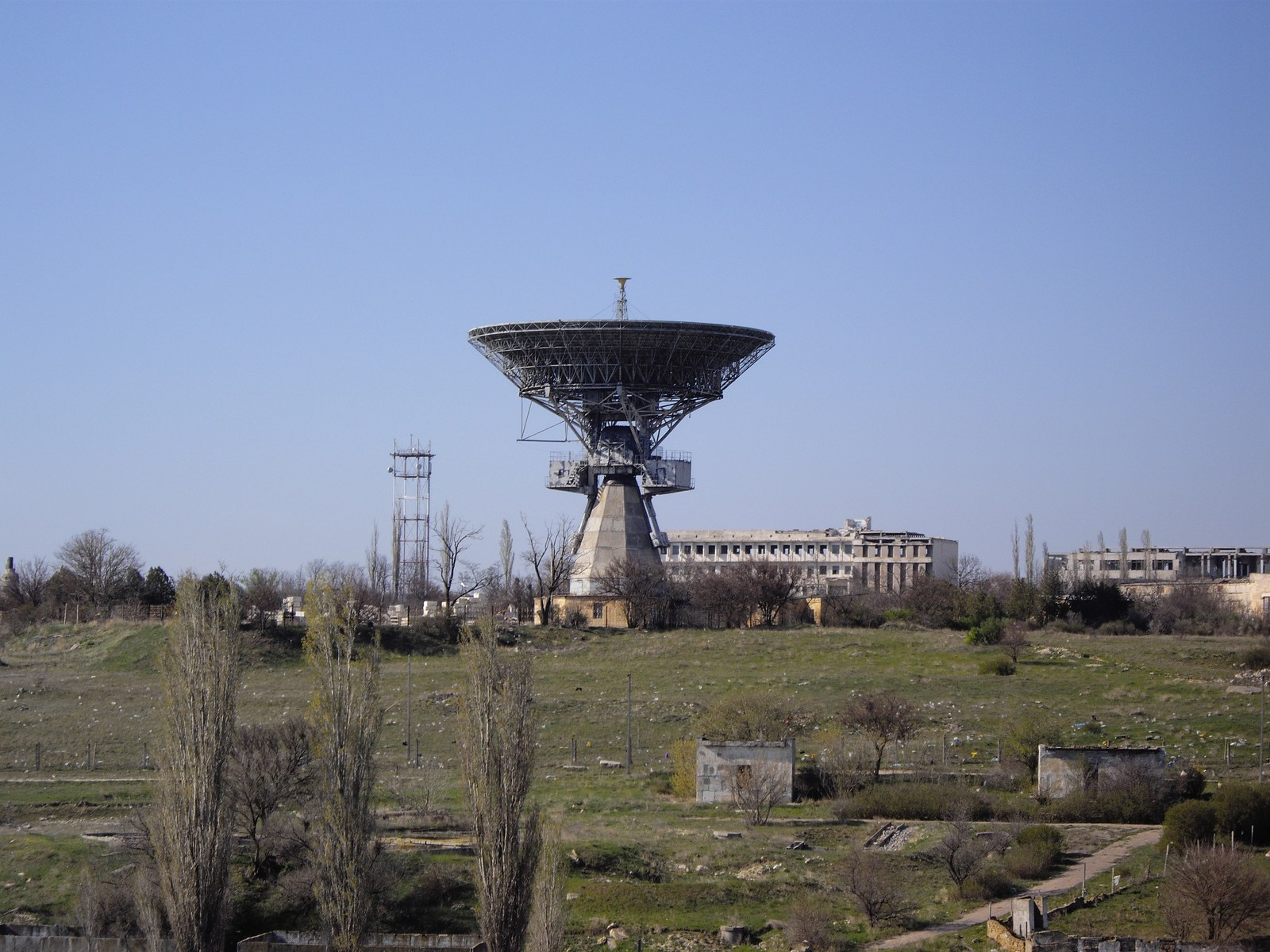
ТНА-400 и территория НИП-10

Здесь велась работа по программе «Луна» и «Луноход»: здесь было принято первое изображение с поверхности Луны, переданные КА «Луна-9», здесь находился единственный на территории СССР лунодром, на котором испытывался экземпляр № 1 шасси «Лунохода» и тренировались его экипажи, здесь находился центр управления «Луноходами».
Отсюда велось управление полётами космических аппаратов серии «Венера» и «Марс». Здесь были приняты первые изображения поверхности Венеры с КА «Венера-13».
Работы по дальнему космосу проводились совместно с НИП-16 и НИП-22 под Евпаторией.
Здесь находился один из Центров управления полётами, осуществлялось управление пилотируемыми космическими кораблями и станциями, в том числе «Союз — Аполлон», а также полётами большого количества других ИСЗ.
За успехи в проведении космических работ в/ч 14109 была награждена Красным знаменем Ракетных войск.
В 1959—1973 годах командиром НИП-10 был полковник Николай Бугаев, который будучи хорошим хозяйственником, сумел создать в Школьном отличные условия для работы госкомиссий: административные здания, гостиница, коттеджи для высшего командного состава.
НИП-10 посещали руководители правительства СССР, науки и промышленности: председатель Совета Министров СССР Н. С. Хрущёв, президент АН СССР М. В. Келдыш, академик С. П. Королёв, член-корреспондент Г. Н. Бабакин, первый космонавт Ю. А. Гагарин, лётчик-космонавт Г. С. Титов, член-корреспондент Б. Е. Черток и многие другие ведущие инженеры и конструкторы.
Председатель Совета Министров СССР Н. С. Хрущёв 11 августа 1962 года с территории НИП-10 вёл радиотелефонный разговор с космонавтами А. Николаевым и П. Поповичем, находившимися на борту космических кораблей Восток-3 и Восток-4.
В рамках программы «Поиск» на НИП-10 при помощи ТНА-400 во время проведения миссий американских «Аполлонов» специалисты из СССР перехватывали телеметрическую информацию с лунных кораблей и слушали закрытые переговоры экипажей.
Также на территории Школьного дислоцировались другие воинские части: в/ч 01084, в которой велась подготовка младших специалистов, и в/ч 52778, которая вела работы по космическому аппарату многоразового использования «Буран».
После распада СССР инфраструктура принадлежала Украинскому космическому агентству.
Гарнизон со всеми воинскими частями был расформирован в 1998 году, на территории части осталась антенна ТНА-400 и ряд зданий, некоторые из которых были разрушены.
18 июля 2001 года Верховная Рада Украины поставила посёлок Школьное на учёт в Симферопольском районе.

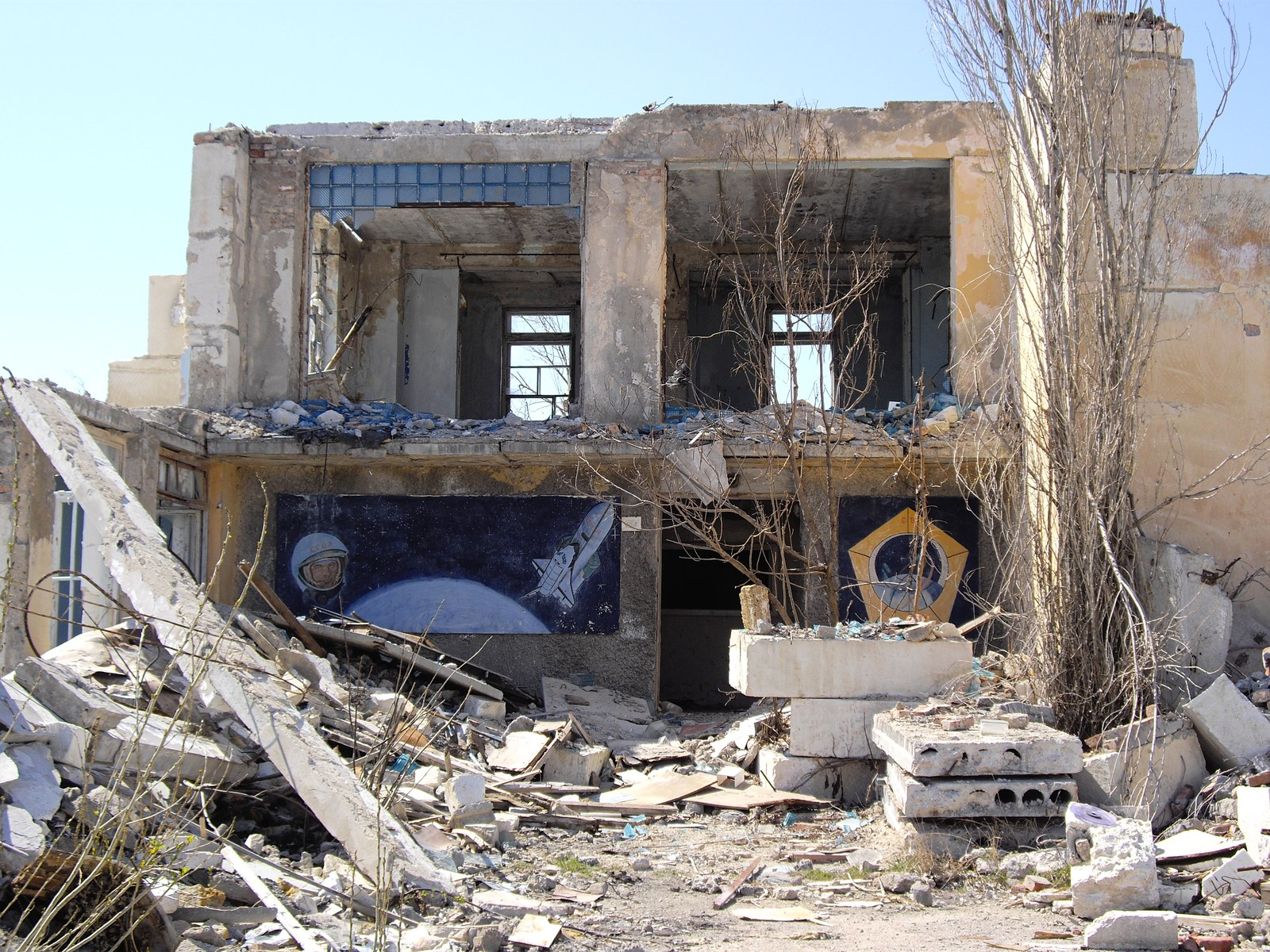
Частично разобранное здание на территории НИП-10, в котором размещался Пункт Управления Луноходом (ПУЛ) в 1968—1973 годах

На территории НИП-10 находился музей части, в котором хранились документы, автографы космонавтов, посещавших часть, оборудование и спускаемые капсулы, хранилась там же и модель шасси лунохода, проходившая здесь испытания. Во время Перестройки многие экспонаты пропали, другие оказались в музее НЦУИКС. Здание музея разобрано.

Засекреченные документы, фотографии, карты космического городка и даже киноплёнка, на которой запечатлены первые испытания лунохода, оказались на местной свалке.
Переходящее Знамя РВСН было навечно оставлено за успехи в соцсоревновании, то есть в течение 3 лет подряд в/ч 14109 была отличной и признавалась лучшей частью РВСН.
Роскосмос планирует восстановить ТНА-400 и использовать в миссиях по исследованию дальнего космоса.